# Eviota pseudostigma
Eviota pseudostigma és una espècie de peix de la família dels gòbids i de l'ordre dels cipriniformes que es troba a les Seychelles i a Tonga.